# World Fantasy Award
Der World Fantasy Award ist ein Literaturpreis, der seit 1975 jährlich auf der World Fantasy Convention, einem alljährlichen, gegen Anfang November stattfindenden Treffen von Sammlern und professionell oder anderweitig an Kunst oder Literatur aus dem Bereich der Light und Dark Fantasy Interessierten, für herausragende Leistungen auf dem Gebiet der Fantasy vergeben wird. Die Anzahl der an der Veranstaltung teilnehmenden Mitglieder ist auf 850 limitiert.
Die Preistrophäe war bis 2015 eine von Gahan Wilson gestaltete Büste von H. P. Lovecraft. Der Preis wurde daher gelegentlich auch als H. P. Lovecraft Award bezeichnet, nicht zu verwechseln mit dem beim H. P. Lovecraft Filmfestival vergebenen Howie Award. Nach einer Diskussion über Lovecrafts Rassismus stellt die Statuette seitdem einen blattlosen Baum vor dem Vollmond dar.
Ausgezeichnet werden Werke aus dem Bereich der Fantasy, die innerhalb des Nominierungszeitraums nominiert worden sind; nominiert werden können Werke innerhalb eines Jahres nach ihrem Erscheinen.
Beim World Fantasy Award wird bei der Preisverleihung das Jahr verwendet, in dem der Preis vergeben wurde.

## Kategorien
Derzeit wird der Preis in den folgenden Kategorien vergeben:
- Life Achievement (Lebenswerk)
- Novel (Roman)
- Novella (Kurzroman)
- Short Fiction (Erzählung/Kurzgeschichte)
- Anthology (Anthologie)
- Collection (Sammlung)
- Artist (Künstler)
- Special Award: Professional
- Special Award: Non-Professional

### Life Achievement (Lebenswerk)
- 1975 Robert Bloch
- 1976 Fritz Leiber
- 1977 Ray Bradbury
- 1978 Frank Belknap Long
- 1979 Jorge Luis Borges
- 1980 Manly Wade Wellman
- 1981 C. L. Moore
- 1982 Italo Calvino
- 1983 Roald Dahl
- 1984 E. Hoffmann Price
- 1984 L. Sprague de Camp
- 1984 Jack Vance
- 1984 Donald Wandrei
- 1984 Richard Matheson
- 1985 Theodore Sturgeon
- 1986 Avram Davidson
- 1987 Jack Finney
- 1988 Everett F. Bleiler
- 1989 Evangeline Walton
- 1990 R. A. Lafferty
- 1991 Ray Russell
- 1992 Edd Cartier
- 1993 Harlan Ellison
- 1994 Jack Williamson
- 1995 Ursula K. Le Guin
- 1996 Gene Wolfe
- 1997 Madeleine L'Engle
- 1998 Andre Norton
- 1998 Edward L. Ferman
- 1999 Hugh B. Cave
- 2000 Michael Moorcock
- 2000 Marion Zimmer Bradley
- 2001 Frank Frazetta
- 2001 Philip José Farmer
- 2002 Forrest J Ackerman
- 2002 George Scithers
- 2003 Lloyd Alexander
- 2003 Donald M. Grant
- 2004 Stephen King
- 2004 Gahan Wilson
- 2005 Tom Doherty
- 2005 Carol Emshwiller
- 2006 John Crowley
- 2006 Stephen Fabian
- 2007 Diana Wynne Jones
- 2007 Betty Ballantine
- 2008 Leo & Diane Dillon
- 2008 Patricia A. McKillip
- 2009 Jane Yolen
- 2009 Ellen Asher
- 2010 Peter Straub
- 2010 Brian Lumley
- 2010 Terry Pratchett
- 2011 Angélica Gorodischer
- 2011 Peter S. Beagle
- 2012 George R. R. Martin
- 2012 Alan Garner
- 2013 Susan Cooper
- 2013 Tanith Lee
- 2014 Chelsea Quinn Yarbro
- 2014 Ellen Datlow
- 2015 Ramsey Campbell
- 2015 Sheri S. Tepper
- 2016 Andrzej Sapkowski
- 2016 David G. Hartwell
- 2017 Terry Brooks
- 2017 Marina Warner
- 2018 Charles de Lint
- 2018 Elizabeth Wollheim
- 2019 Hayao Miyazaki / Jack Zipes
- 2020 Karen Joy Fowler / Rowena Morrill
- 2021 Megan Lindholm / Howard Waldrop
- 2022 Samuel R. Delany / Terri Windling

### Novel (Roman)
Diese Kategorie beinhaltet Werke mit einer Länge von 40.000 oder mehr Wörtern.
| 1970er | 1970er               | 1970er                        | 1970er                                               |
| Jahr   | Autor                | Originaltitel                 | Deutscher Titel                                      |
| ------ | -------------------- | ----------------------------- | ---------------------------------------------------- |
| 1975   | Patricia A. McKillip | The Forgotten Beasts of Eld   | Die vergessenen Tiere von Eld                        |
| 1976   | Richard Matheson     | Bid Time Return               |                                                      |
| 1977   | William Kotzwinkle   | Doctor Rat                    | Dr. Ratte                                            |
| 1978   | Fritz Leiber         | Our Lady of Darkness          | Herrin der Dunkelheit                                |
| 1979   | Michael Moorcock     | Gloriana                      | Gloriana                                             |
| 1980er |                      |                               |                                                      |
| Jahr   | Autor                | Originaltitel                 | Deutscher Titel                                      |
| 1980   | Elizabeth A. Lynn    | Watchtower                    | Die Zwingfeste                                       |
| 1981   | Gene Wolfe           | The Shadow of the Torturer    | Der Schatten des Folterers                           |
| 1982   | John Crowley         | Little, Big                   | Little big oder das Parlament der Feen               |
| 1983   | Michael Shea         | Nifft the Lean                | Die Reise in die Unterwelt / Fischzug im Dämonenmeer |
| 1984   | John M. Ford         | The Dragon Waiting            | Der Thron des Drachen                                |
| 1985   | Barry Hughart        | Bridge of Birds               | Die Brücke der Vögel                                 |
| 1985   | Robert Holdstock     | Mythago Wood                  | Mythenwald                                           |
| 1986   | Dan Simmons          | Song of Kali                  | Göttin des Todes                                     |
| 1987   | Patrick Süskind      | Das Parfum                    |                                                      |
| 1988   | Ken Grimwood         | Replay                        | Replay – Das zweite Spiel                            |
| 1989   | Peter Straub         | Koko                          | Koko                                                 |
| 1990er |                      |                               |                                                      |
| Jahr   | Autor                | Originaltitel                 | Deutscher Titel                                      |
| 1990   | Jack Vance           | Lyonesse: Madouc              | Madouc                                               |
| 1991   | James Morrow         | Only Begotten Daughter        | Die eingeborene Tochter                              |
| 1991   | Ellen Kushner        | Thomas the Rhymer             | Thomas, der Barde                                    |
| 1992   | Robert R. McCammon   | Boy's Life                    | Unschuld und Unheil                                  |
| 1993   | Tim Powers           | Last Call                     |                                                      |
| 1994   | Lewis Shiner         | Glimpses                      | Schattenklänge                                       |
| 1995   | James Morrow         | Towing Jehovah                | Das Gottesmahl                                       |
| 1996   | Christopher Priest   | The Prestige                  | Das Kabinett des Magiers                             |
| 1997   | Rachel Pollack       | Godmother Night               |                                                      |
| 1998   | Jeffrey Ford         | The Physiognomy               |                                                      |
| 1999   | Louise Erdrich       | The Antelope Wife             | Die Antilopenfrau                                    |
| 2000er |                      |                               |                                                      |
| Jahr   | Autor                | Originaltitel                 | Deutscher Titel                                      |
| 2000   | Martin Scott         | Thraxas                       | Der Drachentöter                                     |
| 2001   | Sean Stewart         | Galveston                     |                                                      |
| 2001   | Tim Powers           | Declare                       | Declare – auf dem Berg der Engel                     |
| 2002   | Ursula K. Le Guin    | The Other Wind                | Rückkehr nach Erdsee                                 |
| 2003   | Graham Joyce         | The Facts of Life             |                                                      |
| 2003   | Patricia A. McKillip | Ombria in Shadow              | Schatten über Ombria                                 |
| 2004   | Jo Walton            | Tooth and Claw                | Der Clan der Klauen                                  |
| 2005   | Susanna Clarke       | Jonathan Strange & Mr Norrell | Jonathan Strange & Mr Norrell                        |
| 2006   | Haruki Murakami      | Kafka on the Shore            | Kafka am Strand                                      |
| 2007   | Gene Wolfe           | Soldier of Sidon              |                                                      |
| 2008   | Guy Gavriel Kay      | Ysabel                        |                                                      |
| 2009   | Jeffrey Ford         | The Shadow Year               |                                                      |
| 2009   | Margo Lanagan        | Tender Morsels                | Ligas Welt                                           |
| 2010er |                      |                               |                                                      |
| Jahr   | Autor                | Originaltitel                 | Deutscher Titel                                      |
| 2010   | China Miéville       | The City & The City           | Die Stadt & Die Stadt                                |
| 2011   | Nnedi Okorafor       | Who Fears Death               | Wer fürchtet den Tod                                 |
| 2012   | Lavie Tidhar         | Osama                         | Osama                                                |
| 2013   | G. Willow Wilson     | Alif the Unseen               | Alif der Unsichtbare                                 |
| 2014   | Sofia Samatar        | A Stranger in Olondria        |                                                      |
| 2015   | David Mitchell       | The Bone Clocks               | Die Knochenuhren                                     |
| 2016   | Anna Smaill          | The Chimes                    | Der Klang der Erinnerung                             |
| 2017   | Claire North         | The Sudden Appearance of Hope | Der Tag, an dem Hope verschwand                      |
| 2018   | Victor LaValle       | The Changeling                |                                                      |
| 2018   | Fonda Lee            | Jade City                     | Jade City                                            |
| 2019   | C. L. Polk           | Witchmark                     | Witchmark: Die Spur der Toten                        |
| 2020er |                      |                               |                                                      |
| Jahr   | Autor                | Originaltitel                 | Deutscher Titel                                      |
| 2020   | Kacen Callender      | Queen of the Conquered        |                                                      |
| 2021   | Alaya Dawn Johnson   | Trouble the Saints            |                                                      |
| 2022   | Tasha Suri           | The Jasmine Throne            |                                                      |

### Novella (Kurzroman)
Diese Kategorie beinhaltet Werke mit einer Länge von 17.500 bis 40.000 Wörtern.
1982 erstmals vergeben.
| 1980er | 1980er                            | 1980er                                      |
| Jahr   | Autor                             | Originaltitel                               |
| ------ | --------------------------------- | ------------------------------------------- |
| 1982   | Parke Godwin                      | The Fire When It Comes                      |
| 1983   | Karl Edward Wagner                | Beyond Any Measure                          |
| 1983   | Charles L. Grant                  | Confess the Seasons                         |
| 1984   | Kim Stanley Robinson              | Black Air                                   |
| 1985   | Geoff Ryman                       | The Unconquered Country                     |
| 1986   | T. E. D. Klein                    | Nadelman's God                              |
| 1987   | Orson Scott Card                  | Hatrack River                               |
| 1988   | Ursula K. Le Guin                 | Buffalo Gals, Won't You Come Out Tonight    |
| 1989   | George R. R. Martin               | The Skin Trade                              |
| 1990er |                                   |                                             |
| Jahr   | Autor                             | Originaltitel                               |
| 1990   | John Crowley                      | Great Work of Time                          |
| 1991   | Pat Murphy                        | Bones                                       |
| 1992   | Robert Holdstock & Garry Kilworth | The Ragthorn                                |
| 1993   | Peter Straub                      | The Ghost Village                           |
| 1994   | Terry Lamsley                     | Under the Crust                             |
| 1995   | Elizabeth Hand                    | Last Summer at Mars Hill                    |
| 1996   | Michael Swanwick                  | Radio Waves                                 |
| 1997   | Mark Helprin                      | A City in Winter                            |
| 1998   | Richard Bowes                     | Streetcar Dreams                            |
| 1999   | Ian R. MacLeod                    | The Summer Isles                            |
| 2000er |                                   |                                             |
| Jahr   | Autor                             | Originaltitel                               |
| 2000   | Jeff VanderMeer                   | The Transformation of Martin Lake           |
| 2000   | Laurel Winter                     | Sky Eyes                                    |
| 2001   | Steve Rasnic Tem & Melanie Tem    | The Man on the Ceiling                      |
| 2002   | S. P. Somtow                      | The Bird Catcher                            |
| 2003   | Zoran Zivkovic                    | The Library                                 |
| 2004   | Greer Gilman                      | A Crowd of Bone                             |
| 2005   | Michael Shea                      | The Growlimb                                |
| 2006   | Joe Hill                          | Voluntary Committal                         |
| 2007   | Jeffrey Ford                      | Botch Town                                  |
| 2008   | Elizabeth Hand                    | Illyria                                     |
| 2009   | Richard Bowes                     | If Angels Fight                             |
| 2010er |                                   |                                             |
| Jahr   | Autor                             | Originaltitel                               |
| 2010   | Margo Lanagan                     | Sea-Hearts                                  |
| 2011   | Elizabeth Hand                    | The Maiden Flight of McCauley’s Bellerophon |
| 2012   | K. J. Parker                      | A Small Price to Pay for Birdsong           |
| 2013   | K. J. Parker                      | Let Maps to Others                          |
| 2014   | Andy Duncan & Ellen Klages        | Wakulla Springs                             |
| 2015   | Daryl Gregory                     | We Are All Completely Fine                  |
| 2016   | Kelly Barnhill                    | The Unlicensed Magician                     |
| 2017   | Kij Johnson                       | The Dream-Quest of Vellitt Boe              |
| 2018   | Ellen Klages                      | Passing Strange                             |
| 2019   | Kij Johnson                       | The Privilege of the Happy Ending           |
| 2020er |                                   |                                             |
| Jahr   | Autor                             | Originaltitel                               |
| 2020   | Emily Tesh                        | Silver in the Wood                          |
| 2021   | Tochi Onyebuchi                   | Riot Baby                                   |
| 2022   | Premee Mohamed                    | And What Can We Offer You Tonight           |

### Short Fiction/Short Story (Erzählung/Kurzgeschichte)
Hier werden Erzählungen und Kurzgeschichten meistens zusammen in einer einzelnen Kategorie namens Short Fiction (Art: f) zur Wahl angeboten. Befinden sich unter den nominierten Werken keine Erzählung, so wird stattdessen die Kategorie Short Story (Art: s) verwendet.
| 1970er | 1970er | 1970er                     | 1970er                               |
| Jahr   | Art    | Autor                      | Originaltitel                        |
| ------ | ------ | -------------------------- | ------------------------------------ |
| 1975   | f      | Robert Aickman             | Pages from a Young Girl's Journal    |
| 1976   | f      | Fritz Leiber               | Belsen Express                       |
| 1977   | f      | Russell Kirk               | There's a Long, Long Trail A-Winding |
| 1978   | f      | Ramsey Campbell            | The Chimney                          |
| 1979   | f      | Avram Davidson             | Naples                               |
| 1980er |        |                            |                                      |
| Jahr   | Art    | Autor                      | Originaltitel                        |
| 1980   | s      | Ramsey Campbell            | Mackintosh Willy                     |
| 1980   | s      | Elizabeth A. Lynn          | The Woman Who Loved the Moon         |
| 1981   | f      | Howard Waldrop             | The Ugly Chickens                    |
| 1982   | s      | Dennis Etchison            | The Dark Country                     |
| 1982   | s      | Stephen King               | Do the Dead Sing?                    |
| 1983   | f      | Tanith Lee                 | The Gorgon                           |
| 1984   | s      | Tanith Lee                 | Elle Est Trois, (La Mort)            |
| 1985   | s      | Alan Ryan                  | The Bones Wizard                     |
| 1985   | s      | Scott Baker                | Still Life with Scorpion             |
| 1986   | s      | James P. Blaylock          | Paper Dragons                        |
| 1987   | s      | David J. Schow             | Red Light                            |
| 1988   | s      | Jonathan Carroll           | Friend's Best Man                    |
| 1989   | f      | John M. Ford               | Winter Solstice, Camelot Station     |
| 1990er |        |                            |                                      |
| Jahr   | Art    | Autor                      | Originaltitel                        |
| 1990   | s      | Neil Gaiman & Charles Vess | A Midsummer Night's Dream            |
| 1991   | s      | Steven Millhauser          | The Illusionist                      |
| 1992   | s      | Fred Chappell              | The Somewhere Doors                  |
| 1993   | s      | Joe Haldeman               | Graves                               |
| 1993   | s      | Dan Simmons                | This Year's Class Picture            |
| 1994   | s      | Fred Chappell              | The Lodger                           |
| 1995   | s      | Stephen King               | The Man in the Black Suit            |
| 1996   | f      | Gwyneth Jones              | The Grass Princess                   |
| 1997   | f      | James P. Blaylock          | Thirteen Phantasms                   |
| 1998   | f      | P. D. Cacek                | Dust Motes                           |
| 1999   | s      | Kelly Link                 | The Specialist's Hat                 |
| 2000er |        |                            |                                      |
| Jahr   | Art    | Autor                      | Originaltitel                        |
| 2000   | f      | Ian R. MacLeod             | The Chop Girl                        |
| 2001   | s      | Andy Duncan                | The Pottawatomie Giant               |
| 2002   | s      | Albert E. Cowdrey          | Queen for a Day                      |
| 2003   | s      | Jeffrey Ford               | Creation                             |
| 2004   | f      | Bruce Holland Rogers       | Don Ysidro                           |
| 2005   | f      | Margo Lanagan              | Singing My Sister Down               |
| 2006   | f      | George Saunders            | CommComm                             |
| 2007   | f      | M. Rickert                 | Journey Into the Kingdom             |
| 2008   | s      | Theodora Goss              | Singing of Mount Abora               |
| 2009   | s      | Kij Johnson                | 26 Monkeys, Also the Abyss           |
| 2010er |        |                            |                                      |
| Jahr   | Art    | Autor                      | Originaltitel                        |
| 2010   | s      | Karen Joy Fowler           | The Pelican Bar                      |
| 2011   | f      | Joyce Carol Oates          | Fossil-Figures                       |
| 2012   | s      | Ken Liu                    | The Paper Menagerie                  |
| 2013   | s      | Gregory Norman Bossert     | The Telling                          |
| 2014   | f      | Caitlín R. Kiernan         | The Prayer of Ninety Cats            |
| 2015   | f      | Scott Nicolay              | Do You Like to Look at Monsters?     |
| 2016   | f      | Alyssa Wong                | Hungry Daughters of Starving Mothers |
| 2017   | f      | G. V. Anderson             | Das Steingeschöpf                    |
| 2018   | s      | Natalia Theodoridou        | The Birding: A Fairy Tale            |
| 2019   | f      | Mel Kassel                 | Ten Deals with the Indigo Snake      |
| 2019   | f      | Emma Törzs                 | Like a River Loves the Sky           |
| 2020er |        |                            |                                      |
| Jahr   | Art    | Autor                      | Originaltitel                        |
| 2020   | f      | Maria Dahvana Headley      | Read After Burning                   |
| 2021   | f      | Celeste Rita Baker         | Glass Bottle Dancer                  |
| 2022   | f      | Lauren Ring                | (emet)                               |

### Anthology/Collection (Anthologie/Sammlung)
Bis 1987 wurde der Preis in einer einzelnen Kategorie vergeben, die zunächst Collection/Anthology, später dann in umgekehrter Reihenfolge Anthology/Collection (Art: A/C) hieß. Seit 1988 werden getrennte Kategorien Anthology (Art: A) und Collection (Art: C) angeboten.
| 1970er | 1970er | 1970er                                           | 1970er                                                                                        |
| Jahr   | Art    | Herausgeber/Autor                                | Originaltitel                                                                                 |
| ------ | ------ | ------------------------------------------------ | --------------------------------------------------------------------------------------------- |
| 1975   | A/C    | Manly Wade Wellman                               | Worse Things Waiting                                                                          |
| 1976   | A/C    | Avram Davidson                                   | The Enquiries of Dr. Eszterhazy                                                               |
| 1977   | A/C    | Kirby McCauley                                   | Frights                                                                                       |
| 1978   | A/C    | Hugh B. Cave                                     | Murgunstrumm and Others                                                                       |
| 1979   | A/C    | Charles L. Grant [Hrsg.]                         | Shadows                                                                                       |
| 1980er |        |                                                  |                                                                                               |
| Jahr   | Art    | Herausgeber/Autor                                | Originaltitel                                                                                 |
| 1980   | A/C    | Jessica Amanda Salmonson [Hrsg.]                 | Amazons!                                                                                      |
| 1981   | A/C    | Kirby McCauley [Hrsg.]                           | Dark Forces                                                                                   |
| 1982   | A/C    | Terri Windling & Mark Alan Arnold [Hrsg.]        | Elsewhere                                                                                     |
| 1983   | A/C    | Charles L. Grant [Hrsg.]                         | Nightmare Seasons                                                                             |
| 1984   | A/C    | Robertson Davies                                 | High Spirits                                                                                  |
| 1985   | A/C    | Clive Barker                                     | Clive Barker's Books of Blood, Vols. I-III                                                    |
| 1986   | A/C    | Robin McKinley [Hrsg.]                           | Imaginary Lands                                                                               |
| 1987   | A/C    | James Tiptree, Jr.                               | Tales of the Quintana Roo                                                                     |
| 1988   | A      | Kathryn Cramer & Peter D. Pautz [Hrsg.]          | The Architecture of Fear                                                                      |
| 1988   | A      | David G. Hartwell [Hrsg.]                        | The Dark Descent                                                                              |
| 1988   | C      | Lucius Shepard                                   | The Jaguar Hunter                                                                             |
| 1989   | A      | Ellen Datlow & Terri Windling [Hrsg.]            | The Year's Best Fantasy: First Annual Collection                                              |
| 1989   | C      | Harlan Ellison                                   | Angry Candy                                                                                   |
| 1989   | C      | Gene Wolfe                                       | Storeys from the Old Hotel                                                                    |
| 1990er |        |                                                  |                                                                                               |
| Jahr   | Art    | Herausgeber/Autor                                | Originaltitel                                                                                 |
| 1990   | A      | Ellen Datlow & Terri Windling [Hrsg.]            | The Year's Best Fantasy: Second Annual Collection                                             |
| 1990   | C      | Richard Matheson                                 | Richard Matheson: Collected Stories                                                           |
| 1991   | A      | Stephen Jones & Ramsey Campbell [Hrsg.]          | Best New Horror                                                                               |
| 1991   | C      | Carol Emshwiller                                 | The Start of the End of It All and Other Stories                                              |
| 1992   | A      | Ellen Datlow & Terri Windling [Hrsg.]            | The Year's Best Fantasy and Horror: Fourth Annual Collection                                  |
| 1992   | C      | Lucius Shepard                                   | The Ends of the Earth                                                                         |
| 1993   | A      | Dennis Etchison [Hrsg.]                          | MetaHorror                                                                                    |
| 1993   | C      | Jack Cady                                        | The Sons of Noah & Other Stories                                                              |
| 1994   | A      | Lou Aronica & Amy Stout & Betsy Mitchell [Hrsg.] | Full Spectrum 4                                                                               |
| 1994   | C      | Ramsey Campbell                                  | Alone with the Horrors                                                                        |
| 1995   | A      | Ellen Datlow [Hrsg.]                             | Little Deaths                                                                                 |
| 1995   | C      | Bradley Denton                                   | The Calvin Coolidge Home for Dead Comedians und A Conflagration Artist                        |
| 1996   | A      | A. Susan Williams & Richard Glyn Jones [Hrsg.]   | The Penguin Book of Modern Fantasy by Women                                                   |
| 1996   | C      | Gwyneth Jones                                    | Seven Tales and a Fable                                                                       |
| 1997   | A      | Patrick Nielsen Hayden [Hrsg.]                   | Starlight 1                                                                                   |
| 1997   | C      | Jonathan Lethem                                  | The Wall of the Sky, the Wall of the Eye                                                      |
| 1998   | A      | Nicola Griffith & Stephen Pagel [Hrsg.]          | Bending the Landscape: Fantasy                                                                |
| 1998   | C      | Brian McNaughton                                 | The Throne of Bones                                                                           |
| 1999   | A      | Jack Dann & Janeen Webb [Hrsg.]                  | Dreaming Down-Under                                                                           |
| 1999   | C      | Karen Joy Fowler                                 | Black Glass                                                                                   |
| 2000er |        |                                                  |                                                                                               |
| Jahr   | Art    | Herausgeber/Autor                                | Originaltitel                                                                                 |
| 2000   | A      | Ellen Datlow & Terri Windling [Hrsg.]            | Silver Birch, Blood Moon                                                                      |
| 2000   | C      | Charles de Lint                                  | Moonlight and Vines                                                                           |
| 2000   | C      | Stephen R. Donaldson                             | Reave the Just and Other Tales                                                                |
| 2001   | A      | Sheree R. Thomas [Hrsg.]                         | Dark Matter: A Century of Speculative Fiction from the African Diaspora                       |
| 2001   | C      | Andy Duncan                                      | Beluthahatchie and Other Stories                                                              |
| 2002   | A      | Dennis Etchison [Hrsg.]                          | The Museum of Horrors                                                                         |
| 2002   | C      | Nalo Hopkinson                                   | Skin Folk                                                                                     |
| 2003   | A      | Ellen Datlow & Terri Windling [Hrsg.]            | The Green Man: Tales from the Mythic Forest                                                   |
| 2003   | A      | Jeff VanderMeer & Forrest Aguirre                | Leviathan Three                                                                               |
| 2003   | C      | Jeffrey Ford                                     | The Fantasy Writer's Assistant and Other Stories                                              |
| 2004   | A      | Rosalie Parker [Hrsg.]                           | Strange Tales                                                                                 |
| 2004   | C      | Elizabeth Hand                                   | Bibliomancy                                                                                   |
| 2005   | A      | Barbara Roden & Christopher Roden [Hrsg.]        | Acquainted with the Night                                                                     |
| 2005   | A      | Sheree R. Thomas [Hrsg.]                         | Dark Matter: Reading the Bones                                                                |
| 2005   | C      | Margo Lanagan                                    | Black Juice                                                                                   |
| 2006   | A      | Marvin Kaye [Hrsg.]                              | The Fair Folk                                                                                 |
| 2006   | C      | Bruce Holland Rogers                             | The Keyhole Opera                                                                             |
| 2007   | A      | Ellen Datlow & Terri Windling [Hrsg.]            | Salon Fantastique                                                                             |
| 2007   | C      | M. Rickert                                       | Map of Dreams                                                                                 |
| 2008   | A      | Ellen Datlow [Hrsg.]                             | Inferno: New Tales of Terror and the Supernatural                                             |
| 2008   | C      | Robert Shearman                                  | Tiny Deaths                                                                                   |
| 2009   | A      | Ekaterina Sedia [Hrsg.]                          | Paper Cities: An Anthology of Urban Fantasy                                                   |
| 2009   | C      | Jeffrey Ford                                     | The Drowned Life                                                                              |
| 2010er |        |                                                  |                                                                                               |
| Jahr   | Art    | Herausgeber/Autor                                | Originaltitel                                                                                 |
| 2010   | A      | Peter Straub [Hrsg.]                             | American Fantastic Tales: Terror and the Uncanny: From Poe to the Pulps/From the 1940s to Now |
| 2010   | C      | Ljudmila Stefanowna Petruschewskaja              | There Once Lived a Woman Who Tried To Kill Her Neighbor’s Baby: Scary Fairy Tales             |
| 2010   | C      | Gene Wolfe                                       | The Very Best of Gene Wolfe/The Best of Gene Wolfe                                            |
| 2011   | A      | Kate Bernheimer [Hrsg.]                          | My Mother She Killed Me, My Father He Ate Me                                                  |
| 2011   | C      | Karen Joy Fowler                                 | What I Didn’t See and Other Stories                                                           |
| 2012   | A      | Ann VanderMeer & Jeff VanderMeer [Hrsg.]         | The Weird                                                                                     |
| 2012   | C      | Tim Powers                                       | The Bible Repairman and Other Stories                                                         |
| 2013   | A      | Danel Olson [Hrsg.]                              | Postscripts #28/#29: Exotic Gothic 4                                                          |
| 2013   | C      | Joel Lane                                        | Where Furnaces Burn                                                                           |
| 2014   | A      | George R. R. Martin & Gardner Dozois [Hrsg.]     | Dangerous Women                                                                               |
| 2014   | C      | Caitlín R. Kiernan                               | The Ape's Wife and Other Stories                                                              |
| 2015   | A      | Kelly Link & Gavin J. Grant [Hrsg.]              | Monstrous Affections                                                                          |
| 2015   | C      | Angela Slatter                                   | The Bitterwood Bible and Other Recountings                                                    |
| 2015   | C      | Helen Marshall                                   | Gifts for the One Who Comes After                                                             |
| 2016   | A      | Silvia Moreno-Garcia & Paula R. Stiles [Hrsg.]   | She Walks in Shadows                                                                          |
| 2016   | C      | C. S. E. Cooney                                  | Bone Swans                                                                                    |
| 2017   | A      | Jack Dann [Hrsg.]                                | Dreaming in the Dark                                                                          |
| 2017   | C      | Jeffrey Ford                                     | A Natural History of Hell                                                                     |
| 2018   | A      | Peter S. Beagle & Jacob Weisman [Hrsg.]          | The New Voices of Fantasy                                                                     |
| 2018   | C      | Jane Yolen                                       | The Emerald Circus                                                                            |
| 2019   | A      | Irene Gallo [Hrsg.]                              | Worlds Seen in Passing: Ten Years of Tor.com Short Fiction                                    |
| 2019   | C      | Paolo Bacigalupi & Tobias S. Buckell             | The Tangled Lands                                                                             |
| 2020er |        |                                                  |                                                                                               |
| Jahr   | Art    | Herausgeber/Autor                                | Originaltitel                                                                                 |
| 2020   | A      | Nisi Shawl [Hrsg.]                               | New Suns: Original Speculative Fiction by People of Color                                     |
| 2020   | C      | Brian Everson                                    | Song For the Unraveling of the World: Stories                                                 |
| 2021   | A      | Ann VanderMeer & Jeff VanderMeer [Hrsg.]         | The Big Book of Modern Fantasy                                                                |
| 2021   | C      | Aoko Matsuda                                     | Where the Wild Ladies Are                                                                     |
| 2022   | A      | Oghenechovwe Donald Ekpeki [Hrsg.]               | The Year's Best African Speculative Fiction (2021)                                            |
| 2022   | C      | Usman T. Malik                                   | Midnight Doorways: Fables from Pakistan                                                       |